# Phylloscopus occipitalis
A Phylloscopus occipitalis a verébalakúak (Passeriformes) rendjébe, ezen belül a füzikefélék (Phylloscopidae) családjába és a Phylloscopus nembe tartozó faj. 11-13 centiméter hosszú. Üzbegisztán délkeleti részétől észak-Indiáig költ a hegyvidéki erdőkben, Indiában telel. Többnyire rovarokkal táplálkozik. Májustól júliusig költ. Fészekalja négy tojásból áll.

## Fordítás
- Ez a szócikk részben vagy egészben  a   Western crowned warbler című angol Wikipédia-szócikk fordításán alapul.  Az eredeti cikk szerkesztőit annak laptörténete sorolja fel. Ez a jelzés csupán a megfogalmazás eredetét és a szerzői jogokat jelzi, nem szolgál a cikkben szereplő információk forrásmegjelöléseként.